# Аулієагаський сільський округ
Аулієага́ський сільський округ (каз. Әулиеағаш ауылдық округі, рос. Аулиеагашский сельский округ) — адміністративна одиниця у складі Теренкольського району Павлодарської області Казахстану. Адміністративний центр — село Аулієагаш.
Населення — 662 особи (2021; 949 у 2009, 2222 у 1999, 3222 у 1989).
Станом на 1989 рік існували Воскресенська сільська рада (села Воскресенка, Жаксень) та Березовська сільська рада (села Березовка, Маймасор, Малі Березняки). Село Жаксень було ліквідоване 2000 року, село Маймасор — 2015 року, село Малі Березняки — 2017 року. 2013 року до складу округу було включено територія ліквідованого Березовського сільського округу. 2023 року Воскресенський сільський округ отримав сучасну назву.

## Склад
До складу округу входять такі населені пункти:
| Населений пункт      | Старі назви | Населення, осіб (1989) | Населення, осіб (1999) | Населення, осіб (2009) | Населення, осіб (2021) |
| -------------------- | ----------- | ---------------------- | ---------------------- | ---------------------- | ---------------------- |
| Аккайин, село        | Березовка   | 1169                   | 951                    | 433                    | 341                    |
| Аулієагаш, село      | Воскресенка | 1183                   | 964                    | 477                    | 321                    |
| Жаксень, село        | -           | 281                    | 69                     | -                      | -                      |
| Маймасор, село       | -           | 245                    | 138                    | -                      | -                      |
| Малі Березняки, село | -           | 344                    | 100                    | 39                     | -                      |